# Lev Oculici
Lev Oculici (rusă: Лев Александрович Окулич, pol.: Lev Okulicz, fr.: Lev Ocoulitch) a fost un astronom basarabean de origine probabilă poloneză, care a colaborat în anii interbelici cu Nicolae Donici.  În anii precedenți revoluției din Octombrie a publicat în analele Observatorului Pulkovo. Soția lui Oculici a fost profesoară de astronomie la Universitatea din Petrograd în aceeași ani. A observat comete, inclusiv cometele Encke și Halley, planete mici (asteroizi), sateliții planetei Jupiter și trecerile umbrelor acestora pe suprafața planetei Jupiter, ocultări de planete, transitul planetei Mercur pe discul Soarelui. După 1918 a vizitat de mai multe ori observatorul de la Dubăsarii Vechi împreună cu soția și a calculat coordonatele geografice ale acestuia. 

## Publicații 1905-1916
- Astrophysics Data System